# Piņķi
Piņķi (ryska: Пиньки) är en kommunhuvudort i Lettland.   Den ligger i kommunen Babītes Novads, i den centrala delen av landet, 12 km väster om huvudstaden Riga. Piņķi ligger 12 meter över havet och antalet invånare är 3 033.
Terrängen runt Piņķi är mycket platt. Runt Piņķi är det ganska tätbefolkat, med 60 invånare per kvadratkilometer. Närmaste större samhälle är Riga, 11,6 km öster om Piņķi. Omgivningarna runt Piņķi är en mosaik av jordbruksmark och naturlig växtlighet.